# Rolf Hachmann
Rolf Hachmann, född 19 juni 1917 i Blankenese i Hamburg, död 5 juni 2014 i Saarbrücken, var en tysk arkeolog och historiker specialiserad på förhistoria.

## Biografi
Hachmann föddes i Blankenese, en del av Hamburg, Tyskland. Han gick i skola vid Reformrealgymnasium i Blankenese. Han tog sin abiturientexamen där 1937. Militärtjänst under kriget blev ett avbrott med fångenskap och flykt från krigsfångenskap hos engelska styrkor. 1945 började han studera vid universitetet i Hamburg, med förhistoria som huvudämne för Hans Jürgen Eggers med kompletterande studier i klassisk antikvetenskap, tyska medeltidshistoria, folkloristik, etnologi och geografi. Efter sju terminer disputerade han 1949 med en doktorsavhandling om gravfältet från järnåldern i Gross Romstedt Die Gliederung des Gräberfeldes von Großromstedt och Studien zur Geschichte Mitteldeutschlands während der älteren Latènezeit Åren 1952-1953 fick han ett resestipendium från det tyska arkeologiska institutet. Han habiliterade med arbetet Die frühe Bronzezeit im westlichen Ostseegebiet und ihre mittel- und südosteuropäischen beziehungen 1956 (publicerat 1957). Han blev 1955 privatdocent i för- och protohistoria vid universitetet i Hamburg. År 1959 blev han professor i för- och protohistoria vid Saarlands universitet i Saarbrücken, där han ledde institutet från 1959 till 1985. På hans initiativ döptes institutet om till Institutet för för- och protohistoria och främre orientalisk arkeologi. Han blev professor emeritus 1986 men fortsatte med sitt vetenskapliga arbete fram till sin död 2014. 

## Vetenskapligt arbete
Efter sin doktorsavhandling publicerade han kontinuerligt om den kronologiska och sociala tolkningen av germanska gravfält i Centraleuropa under det sena första årtusendet före Kristus. Han diskuterade ofta problemet med etnisk tolkning av kelter och germaner. Hans forskningsintressen var exceptionellt varierande. Förutom sina talrika publikationer om brons- och tidig järnålder i Levanten, publicerade han om keltisk konst  i verket om Gundestrupkitteln. Han studerade den tidiga  järnålders förbindelser över långa avstånd och kronologi i centrala och norra Europa.

### Grävningar i Levanten och Bulgarien
Han deltog i olika utgrävningar i Turkiet (Boğazkale) och Syrien (Tell Chuera), och påbörjade arbetet med tell Kamid al Lawz i Libanon 1963 tillsammans med Arnulf Kuschke, professor i Gamla testamentets studier vid universitetet i Mainz. Han ledde denna utgrävning från 1966 till 1981. De omfattande grävningarna i Kamid al Lawz publicerades i 20 monografier i serien Saarbrücker Beiträge zur Altertumskunde. De var skrivna och=eller redigerade av honom. Som en av de bäst publicerade grävningarna i Levanten (och inte bara där), kommer Kamid al Lawz att vara en viktig plats för förståelsen av centrala Levanten under 2:a och 1:a millenniet f.Kr - även i framtiden. Efter att ha avslutat sitt arbete i Libanon startade han ett nytt utgrävningsprojekt i sydöstra Bulgarien, där han  år 1982 började gräva ut den kalkolitiska byn Drama, i provinsen Yambol i sydöstra Bulgarien och dess omgivningar och ledde arbetet fram till sin pensionering. Detta arbete fortsattes av hans efterträdare i Saarbrücken, Jan Lichardus och Alexander Fol.

### Bred forskning
Hans forskning gällde problem inom ett brett område geografiskt och kronologiskt. Han författade viktiga verk om bronsåldern i Centraleuropa och de germanska folkens arkeologi och historia. År 1962 publicerade han tillsammans med Georg Kossack och filologen Hans Kuhn en studie om Nordwestblock Völker zwischen Germanen und Kelten. År 1970 publicerade Hachmann sin studie Die Goten und Skandinavien, som undersökte goternas ursprung och deras förmodade ursprungliga hemland i Skandinavien. Hachmanns slutsats var att det varken kunde bevisas eller motbevisas att goterna hade sitt ursprung i Skandinavien. Han noterade att mänsklig migration inte alltid avsätter spår i de arkeologiska materialet. Hachmann menade att goterna motsvarades av Przeworskkulturen, som idag ses som ett uttryck för vandalerna. En senare studie av Herwig Wolfram visade att detta antagande av Hachmann var felaktigt. Hachmann fortsatte med sin forskning efter sin pensionering som emeritus vid universitetet i Saarbrücken. År 1991 publicerade han ett arbete om ursprunget och skapandet av Gundestrup-kitteln. 
Hachmann var ordinarie ledamot av det tyska arkeologiska institutet och var även hedersledamot av den rumänska akademin från 1993. Den 30 juni 2007 höll universitetet i Saarland ett symposium med anledning av hans 90-årsdag.